# Escuela de Periodismo Carlos Septién García
Die Escuela de Periodismo Carlos Septién García (EPCSG) war die erste mexikanische Bildungseinrichtung für Publizistikwissenschaft, die ursprünglich am 30. Mai 1949  gegründet und am 2. Juli 1976 vom Secretaría de Educación Pública als Hochschule anerkannt wurde.
Gegründet wurde die Schule von Luis Beltrán y Mendoza mit Unterstützung der Acción Católica Mexicana. Während der Direktorenzeit von Avilés löste sich die Schule von der Acción Católica Mexicana und den damit verbundenen politischen, ideologischen und politischen Tendenzen im Sinne der Lehrfreiheit. Benannt wurde die Schule nach dem zweiten Schuldirektor.
Das Studium an der EPCSG bis zum anerkannten Abschluss dauert regulär acht Semester und umfasst die theoretische und praktische Ausbildung der Bereiche Presse-, Radio-, Fernseh- und Internetpublizistik.

## Direktoren
1. Fernando Díez de Urdanivia y Díaz (* 1897; † 1966)
2. Carlos Septién García
3. José N. Chávez González
4. Carlos Alvear Acevedo
5. Alejandro Avilés Insunza (* 1915; † 2005)
6. Manuel Pérez Miranda
7. Alejandro Hernández
8. Manuel Pérez Miranda (zweite Amtszeit)
9. José Luis Vázquez Baeza
10. Víctor Hugo Villalva (aktuell)